# Auximobasis
Auximobasis é um gênero de traça pertencente à família Agonoxenidae.